# Стенлі Грінспен
Стенлі Грінспен (англ. Stanley Greenspan; 1 червня 1941 – 27 квітня 2010) доктор медицини (M.D.), психіатр, професор Психіатрії, Науки про поведінку и Педіатрії в Медичному Інституті ім. Джорджа Вашингтона, дитячий психіатр. Став найбільш відомим за розробку та розвиток концепції DIR і підходу DIR Floortime - комплексного и ефективного метода психокорекції розладів аутистичного спектру (РАС) та запізнення психічного розвитку дітей та підлітків.
Стенлі Грінспен був Головою Міждисциплінарної Ради з порушеннь розвитку та навчання [Архівовано 29 квітня 2015 у Wayback Machine.], а також головнив дитячим психоаналітиком у Вашингтонскому Психоаналітичному Інституті, засновником и президентом центра допомоги дітям раннього віку з особливими вимогами та їх родинам «Від нуля до трьох», директором Наукового центру психічного здоров'я по розробці клінічних програм розвитку для особливих дітей в американському Національному інституті психічного здоров'я.

## Життєпис
Сформульована Стенлі Грінспеном модель розвитку визначає головні принципи в лікуванні дітей та підлітків, які мають відхилення в розвитку та психічному здоров'ї; наслідками його роботи стало створення регіональних відділень у більшості американських штатів.
Міжнародним візнанням його авторитету в лікуванні психічних розладів дітей та підлітків стала вища нагорода Американської Психіатрічної Асоціації за дослідження в галузі психіатрії. В 1981 році він отримав премію ім. Ф.Іттлсона від Американської Ортопсихічної Асоціації за видатний внесок у розвиток американської психіатрії, у 2003 році - премію Марії Сігурні за значний внесок в психоаналіз.
Стенлі Грінспен є автором чотирьох книг и сорока монографій, переведених більш ніж на 12 мов світу. Українських перекладів ще немає, поки що видані дві книги російської:
- "На ты с аутизмом" в соавторстве с Сереной Уидер  (2013 Теревинф ISBN 978-5-4212-0148-9)
- "Ребенок-тиран: Как найти подход к детям пяти трудных типов" при участии Жаклин Салмон (2010 ЛомоносовЪ ISBN 987-5-9167-8032-1)

Про діяльність Грінспена знято документальний фільм та декілька телевізійних програм.
Стенлі Грінспен жив у місті Бетесда (Меріленд), США зі своєю дружиної та співавтором Ненсі Торндайк Грінспен; помер в 2010 році від інсульту.

## Праці
- Greenspan, Stanley; Greenspan, Nancy Thorndike (1985). Milestones in the Emotional Development of Your Infant and Child from Birth to Age 4. Penguin Books. ISBN 0140119884.
- Greenspan, Stanley; Greenspan, Nancy Thorndike (1989). The Essential Partnership: How Parents and Children Can Meet the Emotional Challenges of Infancy and Childhood. Viking Penguin. ISBN 978-0-140-09374-2.
- Greenspan, Stanley (1992). Infancy and Early Childhood: The Practice of Clinical Assessment and Intervention with Emotional and Developmental Challenges. International Universities Press.
- Greenspan, Stanley; Salmon, Jacqui (1993). Playground Politics: The Emotional Development of your School-Aged Child. Perseus Books.
- Greenspan, Stanley; Salmon, Jacqui (1995). The Challenging Child: Understanding, Raising, and Enjoying the Five "Difficult" Types of Children. Perseus Books. ISBN 978-0-201-44193-2.
- Greenspan, Stanley; Wieder, Serena (1997). The Child with Special Needs: Encouraging Intellectual and Emotional Growth. Perseus Books. ISBN 978-0-201-40726-6.
- Greenspan, Stanley; Benderly, Beryl (1997). The Growth of the Mind and the Endangered Origins of Intelligence. Penguin Books. ISBN 978-0-738-20026-2.
- Greenspan, Stanley (1997). Developmentally Based Psychotherapy. International Universities Press.
- Greenspan, Stanley; Lewis, Nancy Breslau (1999). Building Healthy Minds: The Six Experiences that Create Intelligence and Emotional Growth in Babies and Young Children. Viking Penguin. ISBN 978-0-7382-0063-7.
- Greenspan, Stanley; Salmon, Jacqui (1995). The Four Thirds Solution: Solving the Childcare Crisis in America Today. Perseus Books. ISBN 0-7382-0200-2.
- Greenspan, Stanley; Wieder, Serena (2003). Engaging Autism: The Floortime Approach to Helping Children Relate, Communicate and Think. Perseus Books. ISBN 0738210285.
- Greenspan, Stanley; Shanker, Stuart (2006). The First Idea: How Symbols, Language, and Intelligence Evolved from Our Primate Ancestors to Modern Humans. Da Capo Press. ISBN 9780306814495.
- Greenspan, Stanley; Wieder, Serena (2006). Infant and Early Childhood Mental Health. American Psychiatric Publishing, Inc. ISBN 978-1-58562-164-4.
- Greenspan, Stanley; Wieder, Serena (2010). The Learning Tree: Overcoming Learning Disabilities From the Ground Up. DaCapa Press. ISBN 0-7382-1233-4.
- Greenspan, Stanley; Tippy, Gil (2011). Respecting Autism: The Rebecca School DIR Casebook for Parents and Professionals. Vantage Press. ISBN 978-0-533-16454-7.